# Planada, California
Planada, California (енгл. Planada) насељено је место без административног статуса у америчкој савезној држави Калифорнија.

## Демографија
По попису из 2010. године број становника је 4.584, што је 215 (4,9%) становника више него 2000. године.
| Група             | 2000.         | 2010.         |
| Белци             | 289 (6,6%)    | 167 (3,6%)    |
| Афроамериканци    | 30 (0,7%)     | 22 (0,5%)     |
| Азијати           | 23 (0,5%)     | 46 (1,0%)     |
| Хиспаноамериканци | 4.024 (92,1%) | 4.347 (94,8%) |
| Укупно            | 4.369         | 4.584         |